# Victoria De Angelis
Victoria De Angelis (Roma, 28 de abril de 2000), conhecida monominamente por Victoria em seus projetos solo, é uma baixista e compositora italiana. Em 2015, junto ao guitarrista Thomas Raggi, fundou a banda Måneskin, que venceu o Festival de Sanremo 2021 e, subsequentemente, o Eurovisão da Canção 2021, representando a Itália, com a canção "Zitti e buoni".

## Início de vida, educação e família
Victoria De Angelis nasceu em Roma, Itália, em 28 de abril de 2000, filha de mãe dinamarquesa e pai italiano. Sua mãe faleceu quando esta tinha 15 anos. Possui uma irmã mais nova chamada Veronica. Desde tenra idade, lutou contra os estereótipos e a discriminação de gênero: andava de skate, tinha o cabelo curto e vestia roupas masculinas. De acordo com a mesma, o rock encarnou este desejo de liberdade. Começou a tocar guitarra aos oito anos de idade, e baixo no sétimo ano. Desde jovem, se interessa pela cultura clubber e por música eletrônica, tendo tocado em algumas festas privadas com amigos.
Durante uma entrevista para a revista Elle, revelou que, aos 14 anos de idade, sofria de ataques de pânico, o que fizeram-na perder um ano letivo. De Angelis frequentou a Scuola Media Gianicolo no ensino fundamental, onde conheceu o colega de banda Thomas Raggi e, posteriormente, completou seus estudos no Liceo Classico Virgilio. De Angelis citou como influências Nick O'Malley e Kim Gordon.

## Carreira
De Angelis e Thomas Raggi se conheceram durante o ensino fundamental tendo, mais tarde, sido acompanhados por Damiano David enquanto frequentavam o ensino médio, com Ethan Torchio, de Frosinone, tendo logo depois entrado na banda, quando esta estava à procura de um baterista.
Embora De Angelis e Raggi terem fundado a banda em 2015, foi apenas em 2016 que esta foi oficializada, quando os membros tiveram que escolher o nome da banda, porque decidiram se inscrever no Pulse, um concurso de música local para bandas emergentes. Durante um brainstorming, De Angelis, que é metade dinamarquesa, foi perguntada a seus colegas de banda a falar algumas palavras em dinamarquês, tendo chegado a um acordo em Måneskin (literalmente "clarão da lua" ou "luar"), apesar do significado não ter relação com a banda em si. Algum tempo depois, começaram a atuar como artistas de rua no distrito romano de Colli Portuensi e, em 2017, ganharam destaque ao terminarem em segundo lugar na décima primeira temporada do talent show italiano X Factor. A banda teve uma estreia revolucionária com o álbum de estúdio "Il ballo della vita" e uma turnê entre 2018 e 2019. Em 2021, o segundo álbum de estúdio "Teatro d'ira: Vol. I" foi lançado.
Em 2023, a banda Duran Duran lançou um cover da canção "Psycho Killer", dos Talking Heads, na qual participou como artista convidada nos vocais e no baixo. Em 2024, iniciou profissionalmente seu projeto solo como DJ, após terminar seu primeiro tour mundial com o Måneskin. De Angelis performou em uma série de clubes, na Europa e nos Estados Unidos, também tendo se apresentado em São Paulo. Participou da gravação e do videoclipe do single "Get Up Bitch! Shake Ya Ass" da artista brasileira Anitta, lançado em 30 de agosto, se aproximando do techno, funk e rave.

## Vida pessoal
De Angelis se identifica como lésbica, tendo anteriormente se descrito como bissexual, e afirma que sua identidade se encontra em "desenvolvimento". Está em um relacionamento com a modelo Luna Passos.

## Discografia

### Singles

#### Como artista principal
| Título                                    | Ano  | Álbum |
| ----------------------------------------- | ---- | ----- |
| "Get Up Bitch! Shake Ya Ass" (com Anitta) | 2024 | ASA   |
| "Ratata"                                  | 2024 | ASA   |
| "Whistle"                                 | 2025 | ASA   |

#### Como artista convidada
| Título                                                          | Ano  | Álbum         |
| --------------------------------------------------------------- | ---- | ------------- |
| "Psycho Killer" Duran Duran (participação especial de Victoria) | 2023 | Danse Macabre |

### Mixes
| Título             | Ano  |
| ------------------ | ---- |
| "Victoria's Treat" | 2024 |
| "AK Sports"        | 2024 |
| "Miss Bitch 2.0"   | 2024 |

Remix
| Título          | Ano  |
| --------------- | ---- |
| "Guess Remixxx" | 2024 |

## Concertos

### Como solista
- "Victoria" (2024)

### Com Måneskin
- Il Ballo della Vita Tour (2018–2019)
- Loud Kids Tour (2022–2023)
- Rush! World Tour (2023)